# تپه کندیری بیجقین
تپه کندیری بیجقین مربوط به دوران‌های تاریخی پس از اسلام است و در شهرستان خدابنده، بخش مرکزی، روستای بیجقین واقع شده و این اثر در تاریخ ۱۰ خرداد ۱۳۸۲ با شمارهٔ ثبت ۸۹۲۴ به‌عنوان یکی از آثار ملی ایران به ثبت رسیده است.